# 韦丽萍
韦丽萍（1968年—），广西柳州人，壮族，中华人民共和国政治人物、第十二届全国人民代表大会广西地区代表。
毕业于广西艺术学院音乐教育专业。加入中国民主同盟。2013年，担任全国人大代表。